# Erin Go Bragh
Erin Go Bragh (ponekad Erin Go Braugh, izgovor ˌɛrɪn ɡə ˈbrɔː) je fraza na gejlskom korišćena da se izrazi ljubav i odanost prema Irskoj. Najčešće se prevodi kao Irska zauvek (engl. Ireland Forever).